# Hans Tylinski
Hans Tylinski (* 20. Januar 1941) ist ein ehemaliger deutscher Fußballspieler, der für Tennis Borussia Berlin, Rapide Wedding und Spandauer SV von 1963 bis 1973 in der Regionalliga Berlin insgesamt 142 Ligaspiele absolviert und dabei 119 Tore erzielt hat. Der Offensivspieler hat in der Saison 1965/66 in der Regionalliga Berlin mit 36 Treffern die Torschützenliste angeführt. Er erreichte in den Jahren 1964, 1966, 1967 und 1968 mit Tennis Borussia vier Mal die Vizemeisterschaft. In den zwei Bundesligaaufstiegsrunden 1967 und 1968 lief der Torjäger in zehn Spielen für die „Veilchen“ auf und erzielte für die Charlottenburger drei Tore. Mit 87 Toren ist er der Rekordtorschütze von Tennis Borussia in der zweitklassigen Regionalliga-Berlin.

## Laufbahn

### Tennis Borussia, bis 1969
Im letzten Jahr der alten erstklassigen Vertragsliga Berlin, 1962/63, debütierte der Angreifer Hans Tylinski beim Auswärtsspiel von TeBe am 26. August 1962 bei Viktoria 89 im Angriff der lila-weißen „Veilchen“. Trainer Fritz Wilde hatte Tylinski als Mittelstürmer nominiert und der Debütant bedankte sich beim 3:0-Auswärtserfolg mit zwei Treffern. Am Rundenende belegten die Charlottenburger den 3. Rang, aber weit abgeschlagen hinter Meister Hertha BSC. Der Punkteabstand betrug elf Punkte und auch Vizemeister Tasmania 1900 hatte noch fünf Punkte Vorsprung gegenüber dem Team von Präsident Hans Rosenthal. Tylinsky erzielte am 16. Dezember 1962, bei einem 7:0-Heimerfolg gegen Wacker 04 vier Tore und hatte am Rundenende in 12 Ligaeinsätzen elf Tore vorzuweisen. Erhard Foit führte die interne Torschützenliste mit 12 Treffern an, hatte diese aber in 26 Ligaeinsätzen erzielt. Da die Fußball-Bundesliga ab 1963/64 ohne Tennis Borussia den Spielbetrieb aufnahm, trat TeBe ab dem Debütjahr in der zweitklassigen Regionalliga Berlin an. Laut Statistik erzielte Tylinski bei Erringung der Vizemeisterschaft in acht Einsätzen fünf Tore. Warum der torgefährliche Angreifer in der folgenden Saison 1964/65 zu keinem Ligaspiel kam, das ist aus der vorliegenden Literatur nicht erklärbar. War er verletzt, war er beruflich oder familiär verhindert?
Im dritten Regionalligajahr, 1965/66, schoss er sich mit 36 Treffern in 21 Ligaeinsätzen urplötzlich an die Spitze der Torjägerliste. Die zwei Angreifer vom überlegenen Meister Hertha BSC, Helmut Faeder (32) und Kurt Schulz (26), folgten auf den Plätzen. Im Jahrbuch des Fußballs 1965/66 ist unter anderem notiert: „Immerhin konnte ein Tennis-Borusse wenigstens eine Tabelle vor einem Herthaner anführen: Hans Tylinski, der sich reamateurisieren lassen musste, weil ihm TeBe keinen Vertrag mehr gegeben hatte, schoß als Amateur 36 Treffer und wurde Berliner Torschützenkönig, vor Helmut Faeder (Hertha) mit 32, Kurt Schulz (Hertha) mit 26 und dem Amateur Rainer Thieme (Wacker 04) mit 22 Treffern. Tennis Borussia kam nicht weiter, weil die Mannschaft nicht gut geführt worden war und interne Krisen sie erschüttert hatten.“ Der Torschützenkönig kam erstmals am achten Spieltag, den 31. Oktober 1965, bei einem 3:0-Auswärtserfolg beim SC Gatow in dieser Runde in der Regionalligamannschaft von TeBe zum Einsatz. Er erzielte sofort zwei Tore. Beim 11:0 gegen den SC Tegel im Mai 1966 zeichnete er sich als fünffacher Torschütze aus.
Nachdem TeBe sich am 7. November 1965 im Halbfinale sich mit 2:1 n. V. gegen Hertha BSC im Berliner Pokal durchgesetzt hatte, gewannen die Lila-Weißen auch Endspiel im Wiederholungsspiel mit 3:2 gegen Wacker 04 und durften deshalb in der 1. Hauptrunde im DFB-Pokal antreten. Die Mannen um Tylinski traten am 22. Januar 1966 in Gelsenkirchen gegen den Bundesligisten FC Schalke 04 an und verloren in der Verlängerung mit 1:3. Tylinski hatte seine Mannschaft in der 5. Minute mit 1:0 in Führung gebracht. Gerhard Neuser glückten in der Verlängerung die Siegtreffer für Schalke.
Zur Saison 1966/67 kam mit Horst Lunenburg ein weiterer torgefährlicher Angreifer zu TeBe. Am Rundenende wiesen beide Stürmer, Tylinski und Lunenburg, je 24 Treffer auf und Borussia war wieder Vizemeister geworden. Am 30. April 1967 hatten sie im Spitzenspiel Meister Hertha BSC ein 3:3 abgerungen; Tylinski hatte vor 13.000 Zuschauern die Heimmannschaft in der 16. Minute mit 1:0 in Führung gebracht. In diesem Jahr zog auch der Berliner Vizemeister in die Bundesligaaufstiegsrunde ein. Hier brachten die Berliner aber nichts richtiges zustande und belegten in einer Fünfergruppe gegen die Konkurrenten Alemannia Aachen, Kickers Offenbach, 1. FC Saarbrücken und Göttingen 05 mit 4:12 Punkten den letzten Rang. Tylinski hatte alle acht Gruppenspiele bestritten und drei Tore erzielt, bei der 2:7-Schlappe gegen Alemania Aachen musste er dabei ab der 72. Spielminute für den verletzt ausgeschiedenen Torhüter Michael Kellner zwischen die Pfosten und kassierte anschließend zwei Gegentreffer. Mit Spielern wie Kellner, Peter Eggert, Georg Damjanoff, Lunenburg, Bernd Erdmann, Tylinski, Bernd Sobeck und Bernd Gersdorff war diese Platzierung eine Enttäuschung.
Nach der Runde 1968/69 beendete Hans Tylinski seine Zeit bei Tennis Borussia und schloss sich zur Saison 1969/70 Rapide Wedding an. Er hatte für Tennis Borussia in 76 Regionalligaeinsätzen 87 Tore erzielt.

### Rapide Wedding und Spandauer SV, 1969 bis 1973
In den nächsten vier Runden, 1969/70 bis 1972/73, ging es für Tylinski nicht mehr um Spitzenränge, mit Wedding und Spandau kam er über Mittelfeldplätze nicht hinaus. Er war 1969 mit seinem TeBe-Mannschaftskamerad Erhard Foit zu Rapide gewechselt und traf dort auf die Ex-Borussen Klaus Marquardt und Hans-Joachim Wilde. In 19 Ligaeinsätzen erzielte der Ex-Torjäger von Tennis Borussia neun Tore und Wedding belegte den 7. Rang. Nach zwei Jahren zog er zum Spandauer SV weiter und beendete im Sommer 1973 seine höherklassige Spielerlaufbahn. Insgesamt hatte er für die zwei Vereine nochmals in 66 Regionalligaeinsätzen 32 Tore erzielt.